# Ceryx toxopeusi
Ceryx toxopeusi är en fjärilsart som beskrevs av Obraztsov 1957. Ceryx toxopeusi ingår i släktet Ceryx och familjen björnspinnare. Inga underarter finns listade i Catalogue of Life.